# Josh Hennessy
Josh Hennessy, właśc. Joshua Hennessy (ur. 7 lutego 1985 w Brockton, Massachusetts) – amerykański hokeista.

## Kariera
- Milton Academy (2000-2001)
- Quebec Remparts (2001-2005)
- Cleveland Barons (2005-2006)
- Binghamton Senators (2006-2010)
  -  Ottawa Senators (2006-2009)
- HC Lugano (2010-2011)
- Providence Bruins (2011-2012)
  -  Boston Bruins (2012)
- Witiaź Podolsk (2012-2013)
- Kloten Flyers (2014)
- Nieftiechimik Niżniekamsk (2014)
- Växjö Lakers (2014-2017)
- Providence Bruins (2017-)

Występował w kanadyjskich juniorskich rozgrywkach QMJHL w ramach CHL. W drafcie NHL z 2003 został wybrany przez San Jose Sharks, jednak następnie grał głównie w zespołach farmerskim w lidze AHL, w którym rozegrał sześć sezonów. W rozgrywkach NHL w barwach nowego pracodawcy, Ottawa Senators, grał epizodycznie (do 2010 zagrał 20 meczów). W 2010 został zawodnikiem szwajcarskiej drużyny HC Lugano w lidze NLA. Następnie powrócił do USA latem 2011 i został zawodnikiem klubu Boston Bruins, lecz tym razem również grał w drużynie farmerskiej Providence Bruins w AHL, a w NHL zagrał trzy spotkania. W sierpniu 2012 został zawodnikiem rosyjskiego zespołu Witiaź Czechow w lidze KHL. W maju 2013 przedłużył kontrakt z klubem przeniesionym do Podolska o dwa lata. W grudniu 2013 został zwolniony. Od drugiej połowy lutego 2014 zawodnik Kloten Flyers. Od maja do grudnia 2014 zawodnik Nieftiechimika Niżniekamsk. Od końca grudnia 2014 do kwietnia 2017 zawodnik Växjö Lakers Hockey. Od października 2017 ponownie zawodnik Providence Bruins.

## Sukcesy
Klubowe
- Złoty medal mistrzostw Szwecji: 2015 z Växjö Lakers

Indywidualne
- Sezon QMJHL 2002/2003:
  - Najlepszy zawodnik tygodnia: 10 marca 2003
- Sezon QMJHL i CHL 2003/2004:
  - Najlepszy zawodnik tygodnia: 23 listopada 2003
  - Najlepszy zawodnik miesiąca QMJHL: grudzień 2003
  - Najlepszy zawodnik miesiąca CHL: grudzień 2003
  - Plaque Karcher - najbardziej humanitarny zawodnik QMJHL
- Sezon AHL 2009/2010:
  - Najlepszy zawodnik tygodnia: 29 listopada 2009, 14 marca 2010

Wyróżnienia
- Najlepszy pierwszoroczniak drużyny Cleveland Barons w sezonie 2005/2006